# Бархударян, Левон Владимирович
Лево́н Влади́мирович Бархударя́н (арм. Լևոն Վլադիմիրի Բարխուդարյան, 4 июня 1958, Ереван) — армянский государственный деятель, сын Владимира Бархударяна.
- 1965—1975 — Ереванская средняя школа № 118.
- 1975—1980 — факультет экономической кибернетики Ереванского института народного хозяйства.
- 1980—1982 — служил в Советской Армии.
- 1982—1985 — аспирантура Экономико-математического института АН Армянской ССР. Кандидат экономических наук. Автор более 20 научных работ и публикаций. Академик МАНПО (2002).
- 1985—1990 — работал научным сотрудником Института экономики АН Армянской ССР.
- 1990—1992 — заместитель председателя Государственного комитета экономики Армении.
- 1993—1997 — министр финансов Армении.
- 1997—1999 — советник президента, а затем Чрезвычайный и полномочный послом Армении в Канаде.
- 1999—2000 — вновь министр финансов Армении.
- С 2001 — председатель наблюдательного совета АОЗТ «Айнерартбанк».